# Чипріано Кемелло
Чипріано Кемелло (італ. Cipriano Chemello, 19 липня 1945 — 14 лютого 2017) — італійський велогонщик.
Бронзовий призер Олімпійських Ігор 1968 року в командній гонці переслідування.
Чемпіон світу з трекових велоперегонів 1966 (командна гонка переслідування), 1968 (командна гонка переслідування) років, срібний призер 1965 (командна гонка переслідування), 1967 (командна гонка переслідування) років.